# Enicospilus memnon
Enicospilus memnon là một loài tò vò trong họ Ichneumonidae.